# Neoleprea streptochaeta
Neoleprea streptochaeta är en ringmaskart som först beskrevs av Ehlers 1897.  Neoleprea streptochaeta ingår i släktet Neoleprea och familjen Terebellidae. Inga underarter finns listade i Catalogue of Life.